# Zijlsingel (Haarlem)
De Zijlsingel is een straat en gedeeltelijk gedempte singel in de Noord-Hollandse stad Haarlem.
De Zijlsingel begint ter hoogte van de Zijlstraat, Zijlweg en Zijlbrug, waar vroeger ook de Zijlpoort zich bevond. De singel liep vanaf de Kinderhuissingel tot aan de Raamsingel in het zuiden, maar het grootste gedeelte is sinds 1877 gedempt en ingericht als de Wilhelminastraat, een drukke stadsstraat met een drietal R-Netlijnen. Het gedempte deel staat ook wel bekend als de Oude Zijlsingel. Na de Vestestraat nabij het Boereplein gaat de Zijlvest over in de Wilhelminastraat, waarbij evenredig de Oude Zijlvest loopt. Tussen deze twee straten lag dan ook de Oude Zijlsingel, en later met het gereedkomen van de Westelijke stadsuitbreiding en de Leidsevaart, werd deze singel ook wel de Westelijke Singelgracht genoemd.